# Barbara Kent
Barbara Kent, född Cloutman 16 december 1907 i Gadsby, Alberta, död 13 oktober 2011 i Palm Desert, Kalifornien, var en kanadensisk filmskådespelerska. Hon var en av de sista kvarvarande vuxna skådespelarna från Hollywoods stumfilmsperiod.
Född som Barbara Cloutman  i Gadsby, Alberta, började hon sin karriär i Hollywood 1925 i en liten roll för Universal Studios. Hon blev populär som en komiker och motspelerska till bl.a. stjärnor som Reginald Denny, men gjorde även ett starkt intryck som hjältinnan, bl.a. kämpande mot Greta Garbos femme fatale i filmen Åtrå (1926).
Barbara Kent badade naken i filmen No Man's law (1927), dvs. hon bar en hudfärgad baddräkt i flera scener, något som ansågs mycket djärvt på den tiden. Sin första talfilmsroll gjorde hon mot Harold Lloyd i komedin Welcome Danger (1929). Hon fick bra kritik för sin rolltolkning som Rose Maylie i Oliver Twist (1933). Efter ett ettårigt uppehåll i karriären i samband med giftermålet med agenten Harry E. Edington 1934 hade hennes popularitet avtagit och hennes come back misslyckades. Filmen Guard That Girl (1935) kom att bli hennes sista. Efter Edingtons död 1949 drog sig Kent tillbaka från offentligheten och bosatte sig i Sun Valley, Idaho. Allt sedan dess vägrade hon tala om sin karriär eller ge några intervjuer.